# Ктулху (фильм)
«Ктулху» (англ. Cthulhu) — американский фильм, вышедший на экраны в 2007 году режиссёра Дэна Гилдарка. Снят по мотивам повести Говарда Филлипса Лавкрафта «Тень над Инсмутом», которая была написана в 1931 году. Сценаристы Грант Когсвелл и Дэниел Гилдарк. Фильм получил рейтинг R в рейтинговой системе MPAA (дети до 17 лет допускаются на фильм только с родителями).
Фильм переносит историю из Новой Англии на северо-запад Тихого океана. Среди адаптированных произведений Лавкрафта, фильм примечателен тем, что в нем главный герой — гей. Сценарист Грант Когсвелл объяснил, что он и Гилдарк решили использовать метафору ужаса, с которым сталкивается гей, вынужденный столкнуться с ужасами жизни в маленьком городке.

## Сюжет
Рассел Марш, ещё в молодости уехавший из своего родного городка, расположенного на морском побережье в штате Орегон, после смерти матери возвращается туда, для урегулирования некоторых имущественных вопросов, которые та оставила после себя. Отношения Рассела и его отца, являющегося лидером религиозной секты, верования которой связаны с морем, не ладились никогда. Тем временем Рассел встречает Майка.
В городе начинают происходить загадочные исчезновения людей, в причастности к которым Рассел подозревает своего отца и его братьев по вере. Девушка-продавец просит его помочь в поиске её пропавшего брата. Рассел и Майк находят мальчика, но он явно не в себе. Мальчик говорит, что он ждёт пришествия Ктулху. Рассел начинает считать, что сектой, которую возглавляет его отец, ведётся подготовка к массовому жертвоприношению. Его подозрения подкрепляет найденная видеозапись, на которой рассказывается, что вскоре жителей города должен унести «великий Ктулху».

## В ролях
| Актёр            | Роль           |
| ---------------- | -------------- |
| Джейсон Коттл    | Рассел Марш    |
| Дэннис Клейнсмит | отец Рассела   |
| Тори Спеллинг    | Сьюзан         |
| Хантер Страуд    | молодой Рассел |
| Кара Буоно       | Дэнни          |
| Йен Джехеган     | Ральф          |
| Скотт Грин       | Майк           |
| Нэнси Старк      | тётя Рассела   |
| Ричард Гарфилд   |                |
| Роберт Падилья   |                |
| Джо Шапиро       |                |

## Премьера
Премьера фильма состоялась 14 июня 2007 года на Международном кинофестивале в Сиэтле, а официальное открытие в кинотеатрах состоялось 22 августа 2008 года.

## Критика
Рейтинг фильма на сайте Rotten Tomatoes «Свежий» составляет 62%. Мейтленд МакДонах написал: «Это малобюджетный, вдумчивый, а иногда и очень жуткий фильм, который затрагивает важные темы, и доказывает, что в правильных руках идеи могут превзойти спецэффекты». Стив Бартон из Dread Central написал: «Ктулху полон амбиций и оригинальности, и мы видим как близко авторы подошли к настоящему фильму Лавкрафта». Напротив, Марк Олсен из Los Angeles Times написал: «Ктулху не ужасен, но и не особенно убедителен». Джон Андерсон из Variety написал: «игра настолько эмоционально беспорядочна и неустойчива, что граничит с кэмпом».